# Alice Tubello
Alice Tubello (Saint-Genès-Champanelle, 30 gennaio 2001) è una tennista francese.

## Carriera
Alice Tubello ha vinto 6 titoli in singolare e 2 titoli in doppio nel circuito ITF in carriera. In singolare ha raggiunto la 323ª posizione il 22 maggio 2023, mentre in doppio la 460ª il 12 giugno 2023.
Ha fatto il suo debutto nel circuito maggiore al'Open 6ème Sens Métropole de Lyon 2023, grazie ad una wildcard per le qualificazioni, dove ne esce sconfitta contro l'ex numero 5 del mondo Sara Errani.
Nei tornei del Grande Slam, ha preso parte nelle qualificazioni degli Open di Francia 2023, ma è eliminata all'esordio da Mona Barthel. Riceve una wildcard anche per il torneo di doppio con la connazionale Alice Robbe, sconfitte al primo turno da Ysaline Bonaventure e Panna Udvardy.

## Statistiche ITF

### Singolare

#### Vittorie (6)
| Torneo $100.000 (0) |
| Torneo $80.000 (0)  |
| Torneo $60.000 (0)  |
| Torneo $40.000 (0)  |
| Torneo $25.000 (3)  |
| Torneo $15.000 (3)  |

| N. | Data           | Torneo                                | Superficie      | Avversaria in finale                | Punteggio        |
| 1. | 5 giugno 2022  | Magic Tours, Monastir                 | Cemento         | Honoka Kobayashi                    | 6-3, 7-6(4)      |
| 2. | 12 giugno 2022 | Open BNP Paribas BFC, Norges-la-Ville | Cemento         | Inès Nicault                        | 4-6, 6-0, 6-3    |
| 3. | 24 marzo 2024  | Open du Havre, Le Havre               | Terra rossa (i) | Tiantsoa Sarah Rakotomanga Rajaonah | 6-3, 1-6, 6-3    |
| 4. | 7 aprile 2024  | Bujumbura Open, Bujumbura             | Terra rossa     | Ksenija Laskutova                   | 6-2, 6(5)-7, 6-3 |
| 5. | 11 maggio 2024 | Sopo Women's, Sopó                    | Terra rossa     | Jazmín Ortenzi                      | 6-4, 6-2         |
| 6. | 18 agosto 2024 | Arequipa Open Copa Engie, Arequipa    | Terra rossa     | Julieta Lara Estable                | 6-3, 6-1         |

#### Sconfitte (5)
| Torneo $100.000 (0) |
| Torneo $80.000 (0)  |
| Torneo $60.000 (0)  |
| Torneo $40.000 (0)  |
| Torneo $25.000 (4)  |
| Torneo $15.000 (1)  |

| N. | Data            | Torneo                                                | Superficie  | Avversaria in finale   | Punteggio     |
| 1. | 13 gennaio 2019 | ITF International Open Fort-de-France, Fort-de-France | Cemento     | Vladica Babić          | 4-6, 2-6      |
| 2. | 14 aprile 2024  | Bujumbura Open, Bujumbura                             | Terra rossa | Weronika Falkowska     | 4-6, 1-6      |
| 3. | 30 giugno 2024  | Engie Open Périgord, Périgueux                        | Terra rossa | Emma Léné              | 6-3, 4-6, 4-6 |
| 4. | 11 agosto 2024  | Women's Chacabuco, Chacabuco                          | Terra rossa | Lucciana Pérez Alarcón | 2-6, 4-6      |
| 5. | 17 agosto 2025  | Erwitte Open, Erwitte                                 | Terra rossa | Tessa Brockmann        | 3-6, 3-6      |

### Doppio

#### Vittorie (2)
| Torneo $100.000 (0) |
| Torneo $80.000 (0)  |
| Torneo $60.000 (1)  |
| Torneo $40.000 (0)  |
| Torneo $25.000 (0)  |
| Torneo $15.000 (1)  |

| N. | Data            | Torneo                                                | Superficie | Compagna         | Avversaria in finale           | Punteggio        |
| 1. | 11 gennaio 2019 | ITF International Open Fort-de-France, Fort-de-France | Cemento    | Eleni Kordolaimi | Emily Appleton Dalayna Hewitt  | 6-3, 5-7, [10-4] |
| 2. | 18 marzo 2023   | Wiphold International, Pretoria                       | Cemento    | Mai Hontama      | Sofia Costoulas Dalila Spiteri | 6-3, 6-3         |